# Vještina
 Ovo je glavno značenje pojma Vještina. Za druga značenja pogledajte Vještina (razdvojba).
Vještina označava općenito naučen ili stečen dio ponašanja. Pojam vještine se time razlikuje od pojma sposobnosti, koja se smatra preduvjetom za ostvarivanje vještina. Vještina je mogućnost pojedinca za brzo i točno izvođenje niza sustavno organiziranih operacija ili sklopova operacija za lakše i uspješnije obavljanje nekog zadatka.
Obično se razlikuju psihomotoričke vještine, kod kojih je bitna motorička komponenta (npr. vožnja biciklom), i verbalno-simboličke vještine (npr. dekodiranje Morseovih znakova).

## Stjecanje vještina
Stjecanje vještina ne ovisi isključivo o darovitosti, nego i od
- vježbe,
- već ranije naučenog i naučenih vještina: znanja, iskustva, zrelosti, kompetencije,
- drugih unutrašnjih preduvjeta kao što su motivacija i volja.

Stjecanje nove vještine pretpostavlja određene prethodne sposobnosti i/ili vještine.
Ako netko ima posebnu ili natprosječnu sposobnost za savladavanje neke vještine, govori se o talentu ili darovitosti (npr. velika motorička spretnost kod učenja stolnog tenisa).
S druge strane, korištenje vještina ima središnju ulogu u socijalizaciji pojedinca. Vještine pomažu u pronalaženju i izgradnji mjesta u društvu. Nedostatak određenih vještina može dovesti do ogromnih problema u socijalizaciji. Vještine su odlučujuće pri dodjeli društvene uloge i statusa neke osobe.

## Temeljne vještine
U društvu se temeljne vještine očekuju od svakog. To su općenito govor i razumijevanje materinjeg jezika, čitanje, pisanje, vladanje osnovama računanja, poznavanje novca, prometnih pravila i drugo. One se općenito stječu socijalizacijom u obitelji, dječjem vrtiću i u školi. Ako neka osoba ne vlada temeljnim vještinama, imat će velikih problema sudjelovati u uobičajenom životu, odnosno u savladavanju svakodnevnih zadataka. To u nekim uvjetima vodi društvenom izopćenju.

## Primjeri vještina
- čitanje
- pisanje
- govor
- razna zanimanja
  - u gospodarstvu (lončarstvo, kaligrafija, alkemija, pregovaranje...)
  - u vojsci (strijelac, pilot...)
  - u umjetnosti (kiparstvo, ples...)
  - u športu (borilačke vještine, nogomet, bacanje koplja...)

## Vanjske poveznice
- Ministarstvo znanosti, obrazovanja i športa Republike Hrvatske  Arhivirana inačica izvorne stranice od 13. travnja 2010. (Wayback Machine)
- Institut za razvoj obrazovanja
- "Obrazovanje odraslih osoba - Andragogija" sa web stranice zastita.com.hr  Arhivirana inačica izvorne stranice od 25. siječnja 2010. (Wayback Machine)